# Deal Castle
Deal Castle er en kystartillerifæstning fra 1500-tallet i Deal i Kent i England. Den lå mellem Walmer Castle og det nu forsvundne Sandown Castle, der blev bygget samtidigt med Deal Castle. Den har form som tudorrosen og er den største af dem.

## Historie
Fæstningen blev bygget af Henrik 8. mellem 1539 og 1540 til forsvar mod en invasion fra Frankrig og Spanien efter en alliance mellem Frans 1. af Frankrig og Karl 5. Spanien i 1538. Meningen med fæstningen var, at den sammen med naboerne Walmer og Sandown, skulle beskytte The Downs, der er et kystområde i den Engelske Kanal beskyttet af Goodwin Sands, der ville være ideel til en invasion.
I 1615 blev det rapporteret, at fæstningen var i elendig forfatning, da havet havde ædt en del af muren. Reparationerne blev gennemført i 1634 efter en del forsinkelser.
Under den engelske borgerkrig blev fæstningen belejret uden held i 1648 af Kavalererne i tre uger. Det tilføjede bygningen yderligere skade. Fæstningen har ikke oplevet angreb siden, skønt den blev forstærket under napoleonskrigene, og der blev lavet ændringer i 1700- og 1800-tallet.
I 1941 blev tilføjelserne ødelagt under de tyske bombetogter under 2. verdenskrig. Det efterlod fæstningen, som den oprindeligt var designet. Fra maj 1940 til september 1944 blev fæstningen brugt som observationsport for et kystbatteri.
Siden 1951 har den været ejet af English Heritage.